# 脉冲火箭发动机
脉冲火箭发动机（英語：Pulsed rocket motor）是一種多脈衝固體燃料火箭发动机。这种設計克服了固体推进剂发动机不能轻易关闭和重新点燃的限制。脉冲火箭发动机允许发动机分段（或脉冲）燃烧，直到该分段完成燃烧。下一个階段（或脉冲）可以通过算法或按命令再次点燃。与多節火箭发动机相比，脉冲火箭发动机所有的分段都包含在一个火箭发动机壳体内。